# فرناندو غونزاليس باتشيكو
فرناندو غونزاليس باتشيكو (بالإسبانية: Fernando González Pacheco)‏ هو صحفي ومقدم تلفزيوني كولومبي، ولد في 13 سبتمبر 1932 في بوغوتا في كولومبيا، وتوفي بنفس المكان في 11 فبراير 2014 بسبب قصور القلب.

## وصلات خارجية
- فرناندو غونزاليس باتشيكو على موقع IMDb (الإنجليزية)